# Anomobryum pycnobaseum
Anomobryum pycnobaseum là một loài Rêu trong họ Bryaceae. Loài này được (Müll. Hal.) Broth. mô tả khoa học đầu tiên năm 1903.